# ВЧ з'єднувач

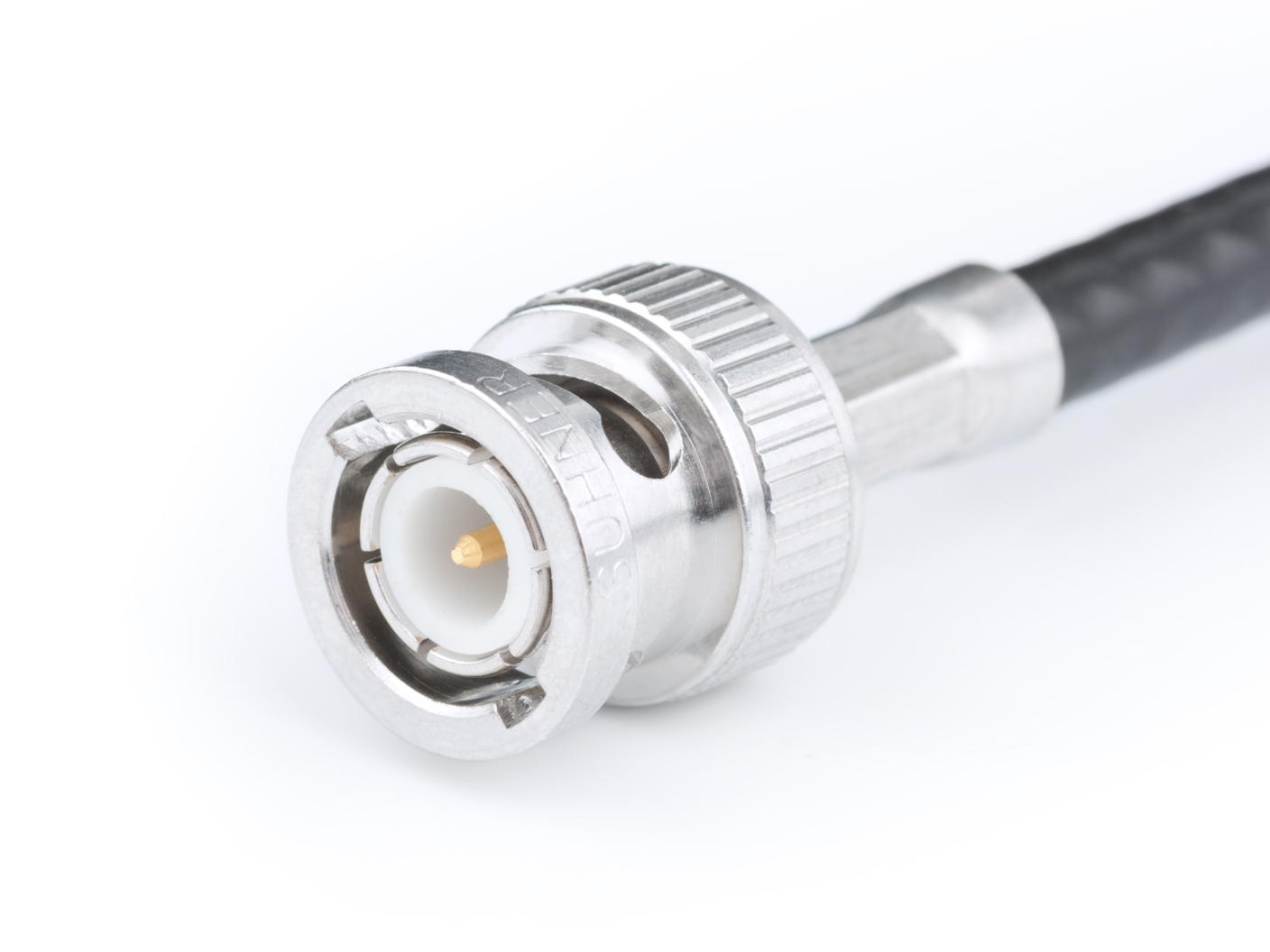
вилка з'єднувача BNC (хвильовий опір 50 Ом)

Високочасто́тний з'є́днувач (RF-роз'єм, коаксіальний з'єднувач) — електромеханічний пристрій, призначений для узгодженого з'єднання коаксіального кабелю з обладнанням або з іншим коаксіальним кабелем. Оскільки роз'ємне з'єднання складається з двох частин, всі роз'єми (з'єднувачі) бувають двох видів, парних один одному : вилки (штирьова частина) і розетки (гніздова частина).
Приєднувальні елементи, що являють собою збірки з 2-3 вилок або розеток називаються адаптерами.

## Конструкція роз'ємів

### Циліндричні
Роз'єми являють собою заповнену діелектриком коаксіальну лінію з хвильовим опором, залежним від співвідношення діаметрів внутрішнього провідника і внутрішньої поверхні зовнішнього провідника, а також матеріалу діелектрика, стандартні значення хвильового опору 50 і 75 Ом. Як діелектрик використовується зазвичай фторопласт (політетрафторетилен, тефлон) або поліетилен, іноді полістирол. Гніздові контакти роз'ємів, що використовуються в надвисокочастотному діапазоні або для вимірювальних цілей, виготовляються з бронзи, покритої тонким шаром срібла або золота.

### VGA

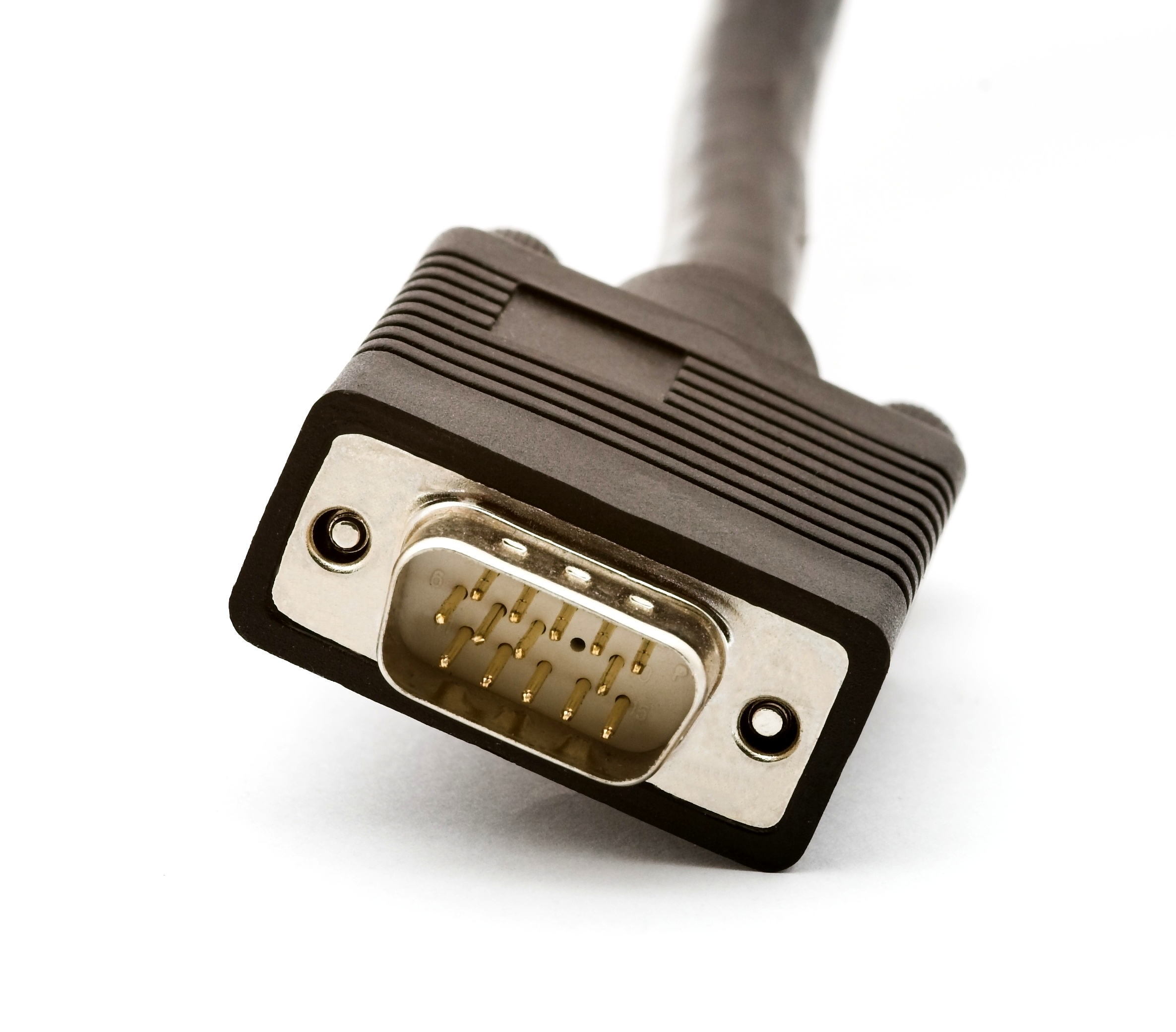
З'єднувач VGA (D-SUB)

У професійній апаратурі замість кабелю D-SUB з роз'ємом DB-15 зазвичай використовують кабель з п'ятьма роз'ємами BNC, що забезпечує найкращі характеристики лінії передачі. Такий кабель краще узгоджений з приймачем і передавачем сигналу по імпедансу, має менші перехресні перешкоди між каналами, а отже краще підходить для передачі відеосигналу з високою роздільною здатністю (широким спектром сигналу) на великі відстані.

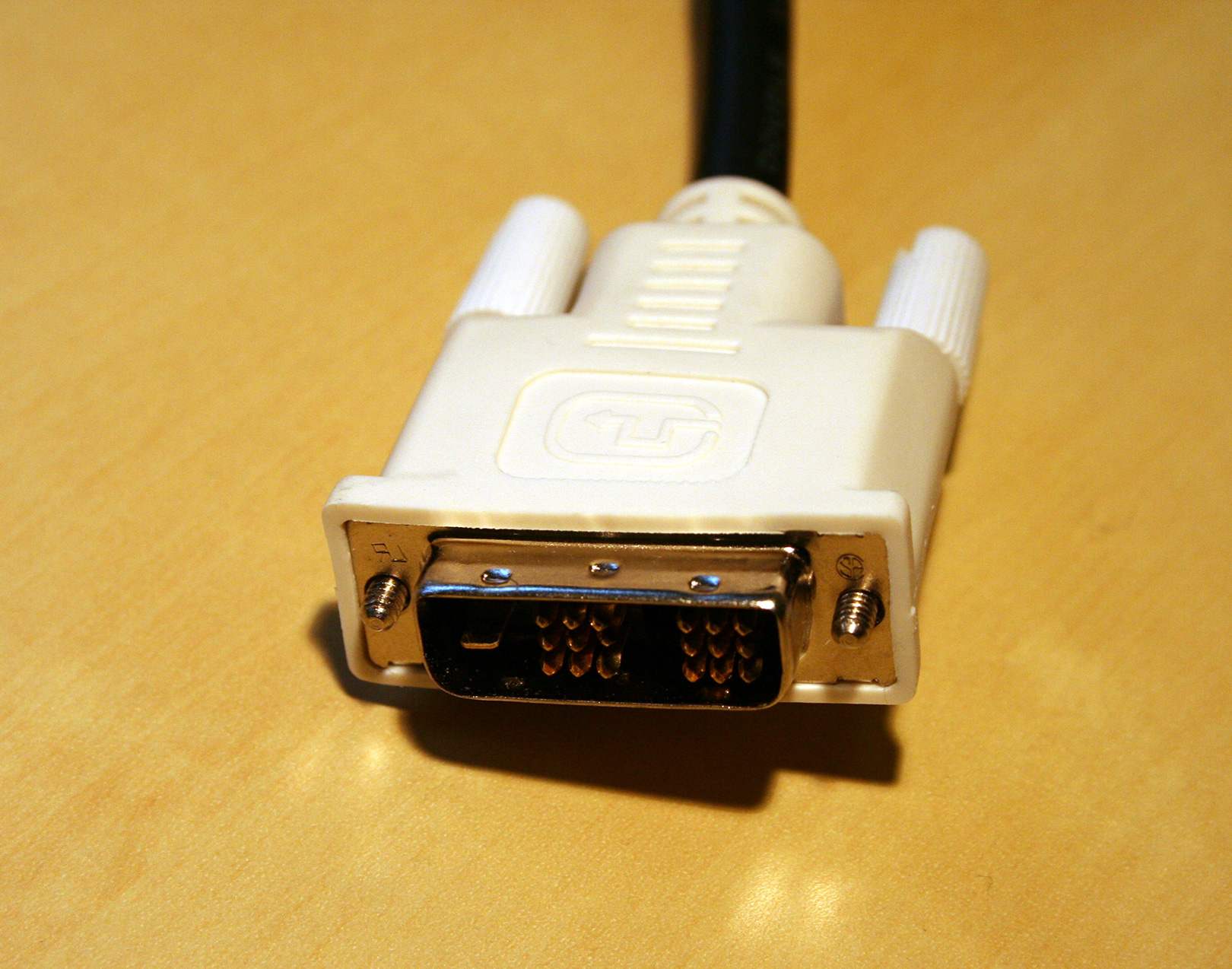
DVI-з'єднувач

### DVI-подібні
Низька якість зображення у високій роздільній здатності на моніторі, підключеному через цифровий вихід DVI / HDMI / DisplayPort може бути викликана занадто довгим або бракованим DVI кабелем. При використанні HDMI проблема зустрічається особливо часто, кабель HDMI довжиною 10 метрів і більше не може коштувати дешево.

## Зображення

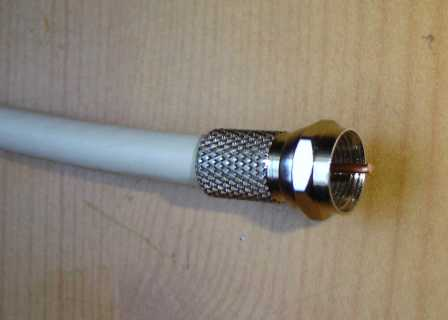
антенний F-з'єднувач
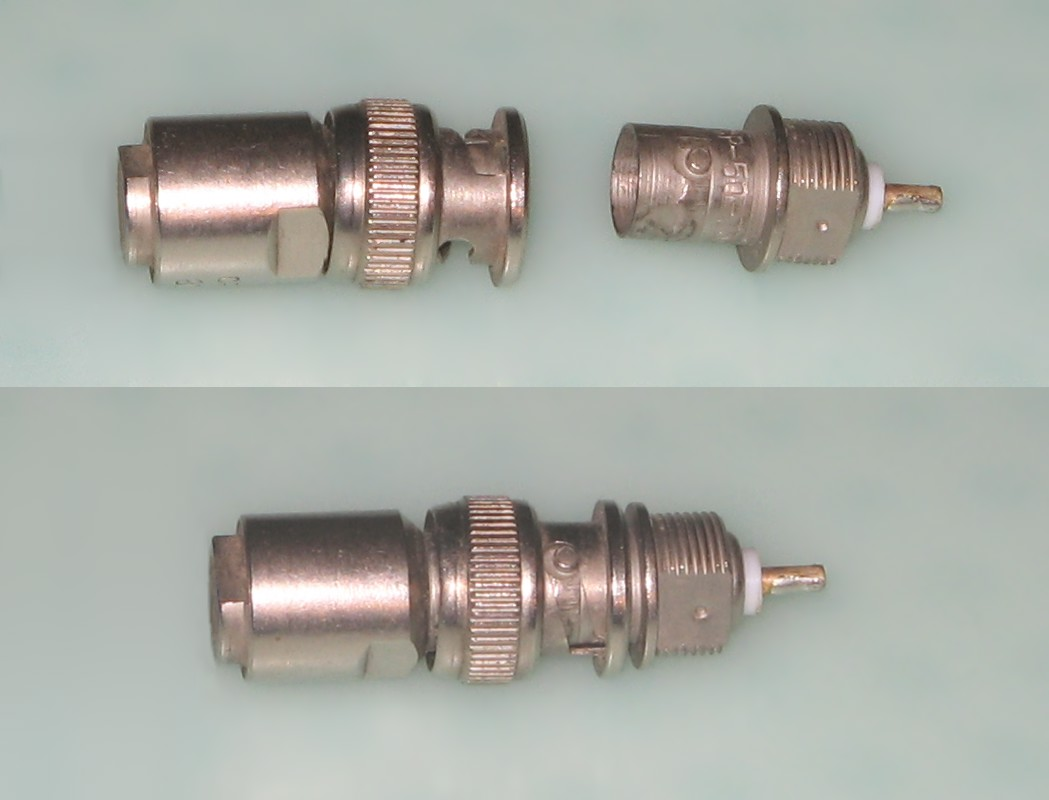
BNC
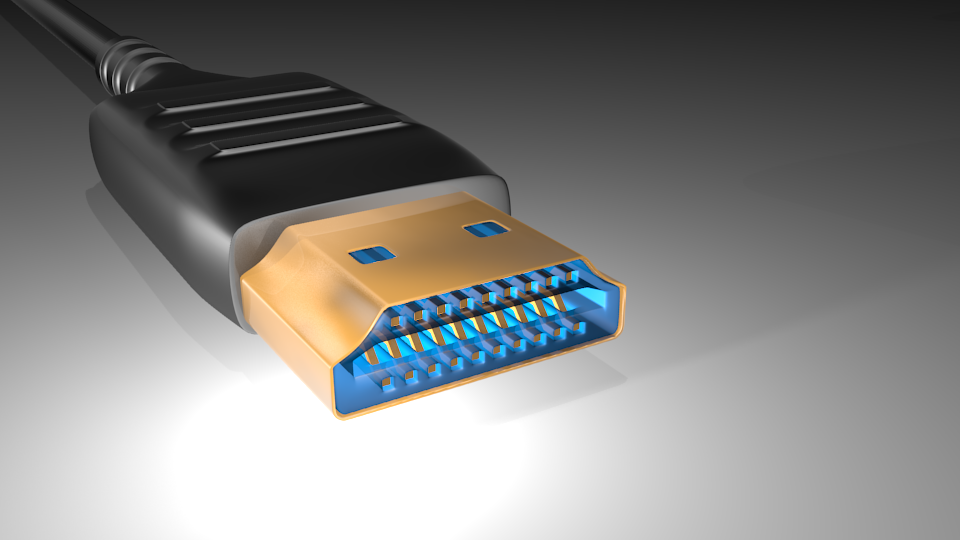
HDMI
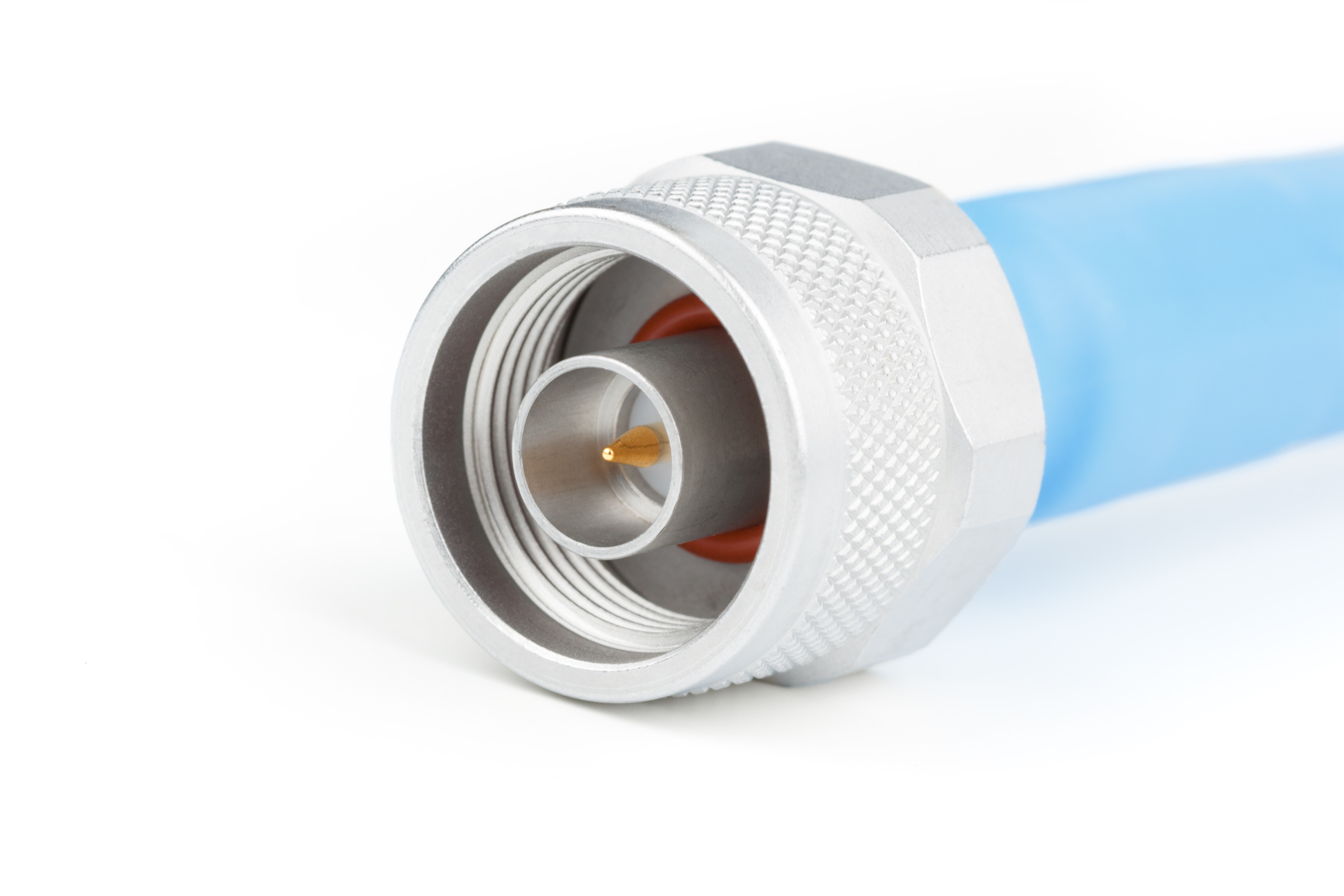
Вилка роз'єма типу N
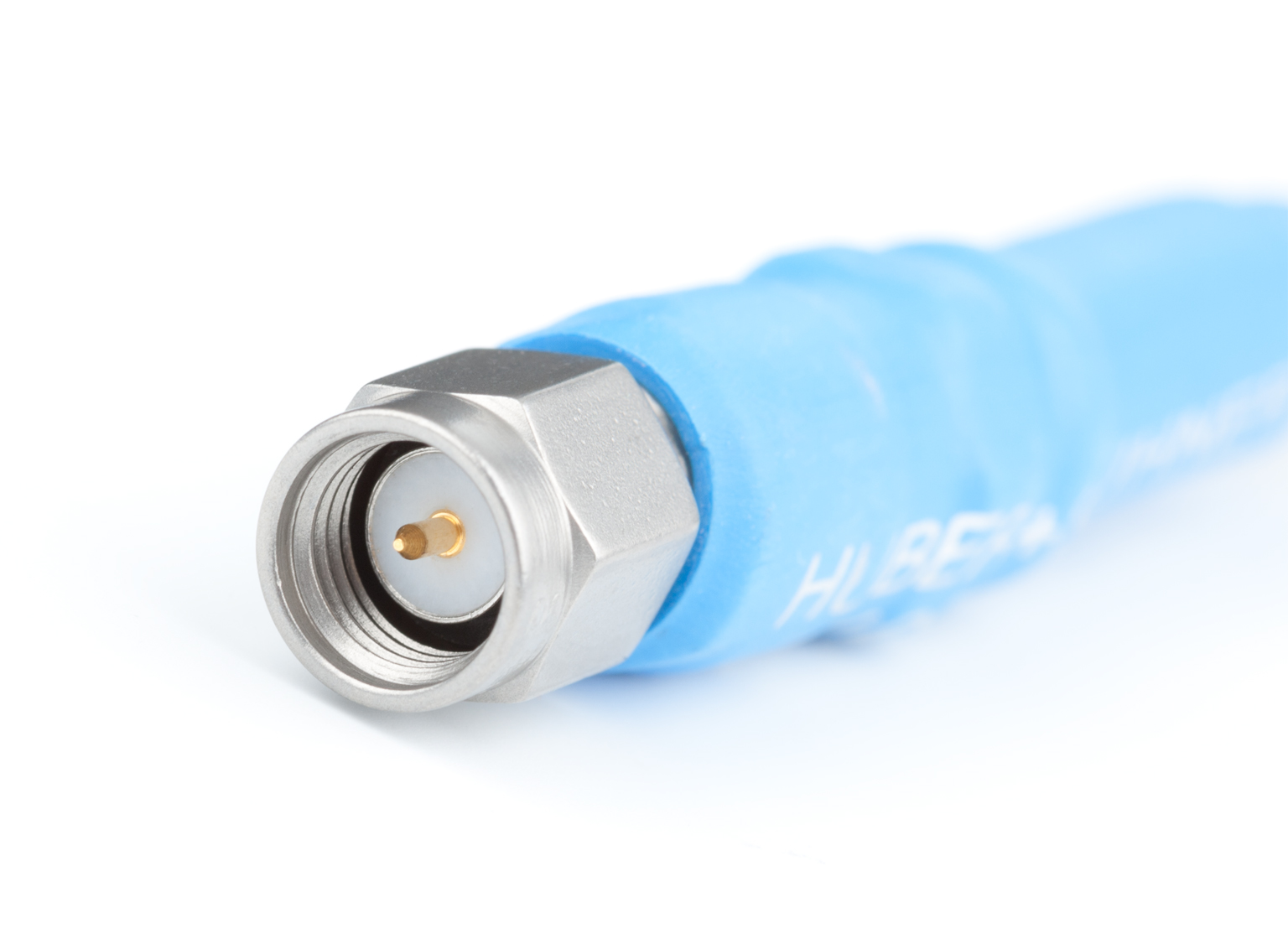
Вилка роз'єма типу SMA (50 Ом)
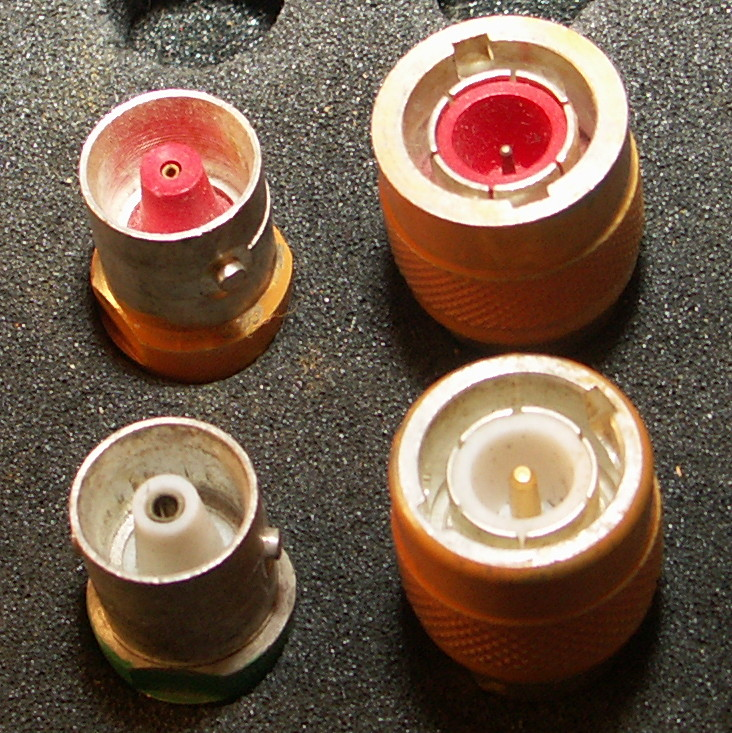
C з'єднувачі. Червоний - 75 Ом, білий - 50 Ом.
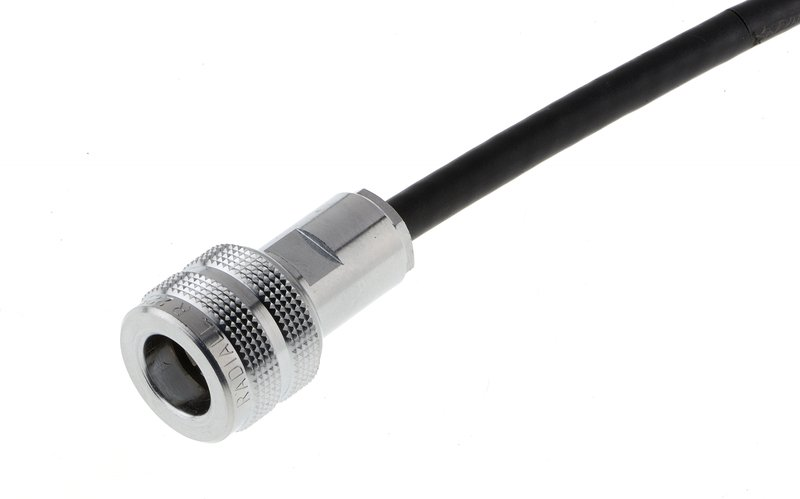
Miniquick
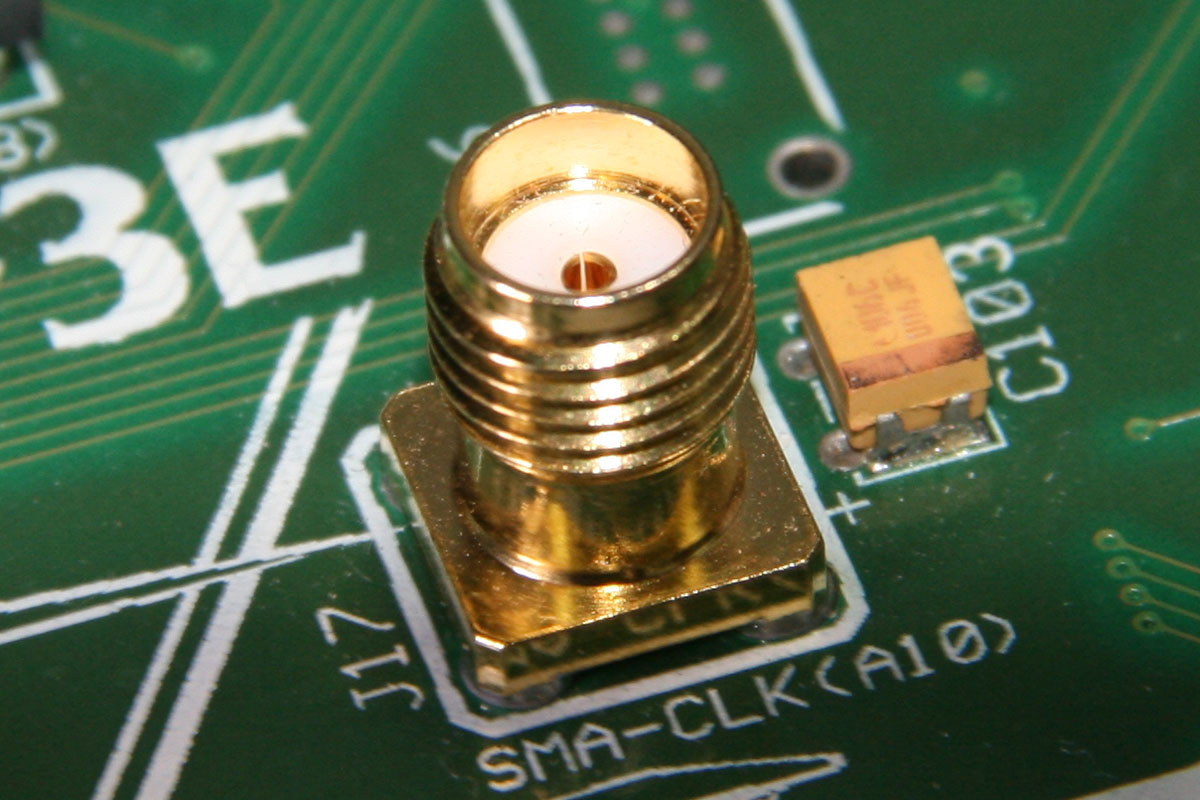
SMA-розетка
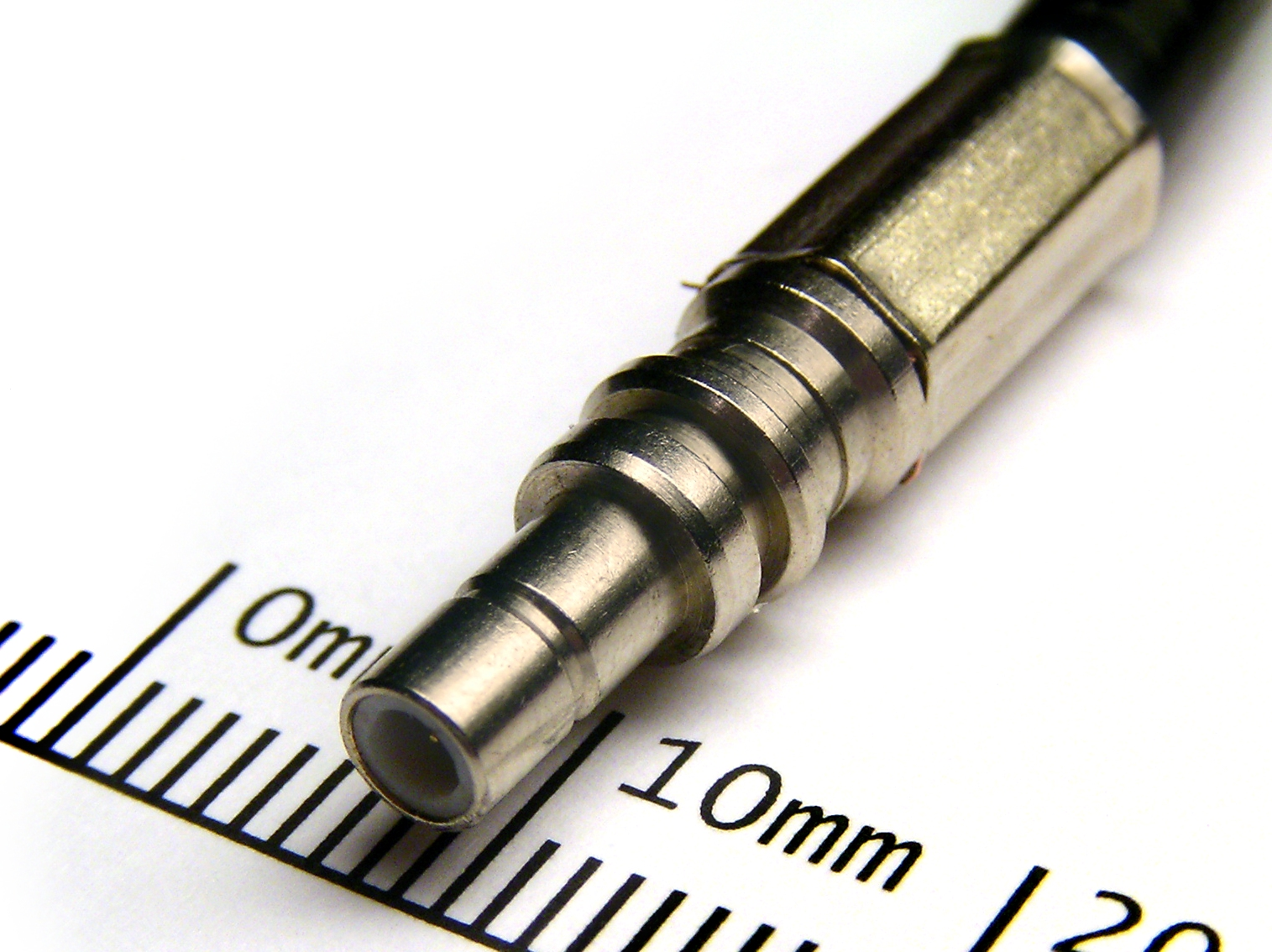
SMB-з'єднувач
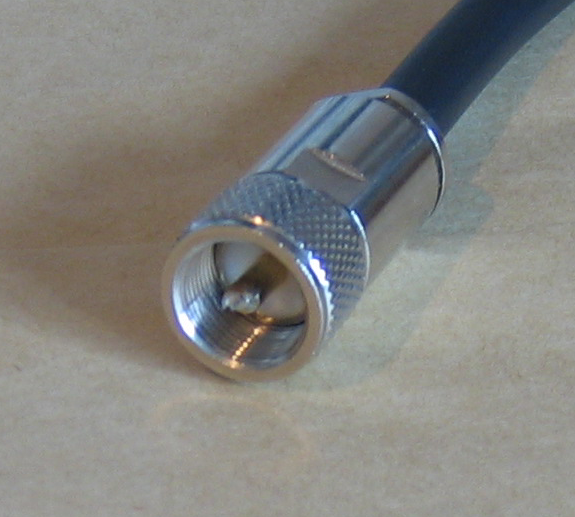
UHF-Connector
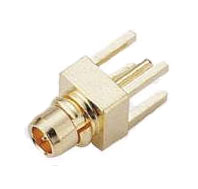
MMCX вилка на плату
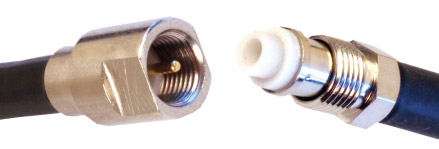
FME-з'єднувач